# Гобинская электростанция
Гобинская электростанция (Электростанция «Гобу»; азерб. Qobu Elektrik Stansiyası) — электростанция расположенная в посёлке Гобу Апшеронского района Азербайджана.

## Технические характеристики
Мощность электростанции составляет 385 МВт. Электростанция имеет 4 машинных зала, в которых установлен 21 агрегат мощностью 18,3 МВт. На электростанции установлены 7 силовых трансформаторов, которые соединены с подстанцией «Гобу».

## История
Церемония закладки фундамента электростанции состоялась в августе 2020 года.
Электростанция была запущена в феврале 2022 года. Вместе с ней была введена в строй подстанция «Гобу» с напряжением 330/220/110 кВ.

## Значение
По словам президента Азербайджана Ильхама Алиева, строительство Гобинской электростанции было важно для снижения зависимости города Баку и Апшеронского полуострова от Мингечевирской теплоэлектростанции, авария на которой в 2018 году оставила без света значительную часть страны.